# کیم گوردون
کیم گوردون (انگلیسی: Kim Gordon؛ زادهٔ ۲۸ آوریل ۱۹۵۳) موسیقی‌دان اهل ایالات متحده آمریکا و خواننده، بیسیست و گیتاریست گروه سانیک یوث است. وی از سال ۱۹۸۱ میلادی تاکنون مشغول فعالیت بوده‌است.